# Acantholimon ruprechtii
Acantholimon ruprechtii är en triftväxtart som beskrevs av Aleksandr Andrejevitj Bunge. Acantholimon ruprechtii ingår i släktet Acantholimon och familjen triftväxter. Inga underarter finns listade i Catalogue of Life.